# Amerikaanse Maagdeneilanden op de Paralympische Zomerspelen 2012
De Amerikaanse Maagdeneilanden namen deel aan de Paralympische Zomerspelen 2012 in Londen, Verenigd Koninkrijk. 

## Deelnemers en resultaten
(m) = mannen, (v) = vrouwen,  (g) = gemengd

### Paardensport
| Paralympiër | Onderdeel               | Resultaat | Prestatie |
| ----------- | ----------------------- | --------- | --------- |
| Lee Frawley | Verplichte kür Graad IV | 14e       | 60.097    |
| Lee Frawley | Vrije kür Graad IV      | 14e       | 63.750    |